# Pseudocheilinus octotaenia
Pseudocheilinus octotaenia е вид лъчеперка от семейство Зеленушкови (Labridae).

## Разпространение
Видът е разпространен в Индийския и Тихия океан.